# Xã Pawnee Rock, Quận Barton, Kansas
Xã Pawnee Rock (tiếng Anh: Pawnee Rock Township) là một xã thuộc quận Barton, tiểu bang Kansas, Hoa Kỳ. Năm 2010, dân số của xã này là 373 người.